# Campionati mondiali juniores di sci nordico 2020
I campionati mondiali juniores di sci nordico 2020 si sono svolti dal 28 febbraio all'8 marzo 2020 a Oberwiesenthal, in Germania. Si sono disputate competizioni nelle diverse specialità dello sci nordico: combinata nordica, salto con gli sci e sci di fondo.
A contendersi i titoli di campioni mondiali juniores sono stati i ragazzi e le ragazze nati tra il 2000 e il 2004.

## Risultati

### Uomini

#### Combinata nordica

##### Individuale
| Pos. | Atleta             | Nazione   | Tempo   |
| ---- | ------------------ | --------- | ------- |
| 1    | Jens Lurås Oftebro | Norvegia  | 24:00,1 |
| 2    | Johannes Lamparter | Austria   | 25:14,5 |
| 3    | Gaël Blondeau      | Francia   | 26:05,9 |
| 4    | Rok Jelen          | Slovenia  | 26:05,9 |
| 5    | Christian Frank    | Germania  | 26:07,4 |
| 6    | Stefan Rettenegger | Austria   | 26:17,2 |
| 7    | Sebastian Østvold  | Norvegia  | 26:39,7 |
| 8    | Mattéo Baud        | Francia   | 26:42,8 |
| 9    | Atte Kettunen      | Finlandia | 26:45,4 |
| 10   | Stefano Radovan    | Italia    | 26:46,0 |

Data: 4 marzo

Ore: 

Trampolino: Fichtelberg HS105

Fondo: 10 km

##### Gara a squadre
| Pos. | Nazione   | Atleti                                                                  | Tempo   |
| ---- | --------- | ----------------------------------------------------------------------- | ------- |
| 1    | Austria   | Stefan Rettenegger Thomas Rettenegger Johannes Lamparter Fabio Obermeyr | 47:23,5 |
| 2    | Francia   | Maël Tyrode Edgar Vallet Mattéo Baud Gaël Blondeau                      | 47:59,4 |
| 3    | Norvegia  | Emil Ottesen Marius Solvik Sebastian Østvold Andreas Skoglund           | 48:01,7 |
| 4    | Germania  | Nick Siegemund Luis Lehnert David Mach Christian Frank                  | 48:06,2 |
| 5    | Finlandia | Wille Karhumaa Perttu Reponen Waltteri Karhumaa Otto Niittykoskii       | 48:30,0 |
| 6    | Giappone  | Yūya Yamamoto Daimatsu Takehana Shogo Azegami Kodai Kimura              | 49:03,9 |
| 7    | Polonia   | Andrzej Szczechowicz Bartłomiej Klimowski Piotr Kudzia Mateusz Jarosz   | 52:19,7 |
| 8    | Slovenia  | Ožbej Jelen Matic Hladnik Uroš Vrbek Rok Jelen                          | 52:42,9 |
| 9    | Italia    | Domenico Mariotti Iacopo Bortolas Manuel Facchini Stefano Radovan       | 52:57,9 |
| 10   | Rep. Ceca | Matěj Čejchan Jan Šimek Jiří Konvalinka Petr Šablatura                  | 53:03,7 |

Data: 8 marzo

Ore: 

Trampolino: Fichtelberg HS105

Fondo: 4x5 km

#### Salto con gli sci

##### Trampolino normale
| Pos. | Atleta                | Nazione  | Punti |
| ---- | --------------------- | -------- | ----- |
| 1    | Peter Resinger        | Austria  | 238,3 |
| 2    | Sander Vossan Eriksen | Norvegia | 230,9 |
| 3    | Mark Hafnar           | Slovenia | 228,5 |
| 4    | Žak Mogel             | Slovenia | 224,3 |
| 5    | Marco Wörgötter       | Austria  | 218,5 |
| 6    | Kilian Märkl          | Germania | 216,2 |
| 7    | Philipp Raimund       | Germania | 214,1 |
| 8    | David Haagen          | Austria  | 212,0 |
| 9    | Tomasz Pilch          | Polonia  | 211,4 |
| 10   | Mathis Contamine      | Francia  | 200,6 |

Data: 5 marzo

Ore: 

Trampolino: Fichtelberg HS105

##### Gara a squadre
| Pos. | Nazione     | Atleti                                                                         | Punti |
| ---- | ----------- | ------------------------------------------------------------------------------ | ----- |
| 1    | Slovenia    | Žak Mogel Jan Bombek Jernej Presečnik Mark Hafnar                              | 900,3 |
| 2    | Austria     | Peter Resinger Josef Ritzer David Haagen Marco Wörgötter                       | 871,3 |
| 3    | Germania    | Luca Roth Claudio Haas Kilian Märkl Philipp Raimund                            | 833,2 |
| 4    | Norvegia    | Bendik Jakobsen Heggli Jens Gaarder Ole Kristian Baarset Sander Vossan Eriksen | 813,3 |
| 5    | Giappone    | Ryusei Ikeda Sota Kudo Ren Nikaidō Shinnosuke Fujita                           | 759,2 |
| 6    | Russia      | Maksim Kolobov Aleksandr Loginov Danil Sadreev Il'ja Mankov                    | 737,7 |
| 7    | Francia     | Enzo Milesi Jonathan Learoyd Valentin Foubert Mathis Contamine                 | 720,9 |
| 8    | Svizzera    | Lars Kindlimann Olan Lacroix Sandro Hauswirth Dominik Peter                    | 712,3 |
| 9    | Polonia     | Adam Niżnik Mateusz Gruszka Kacper Juroszek Tomasz Pilch                       | 309,9 |
| 10   | Stati Uniti | Decker Dean Erik Belshaw Greyson Scharffs Andrew Urlaub                        | 282,5 |

Data: 7 marzo

Ore: 

Trampolino: Fichtelberg HS105

#### Sci di fondo

##### Sprint
| Pos. | Atleta           | Nazione     |
| ---- | ---------------- | ----------- |
| 1    | Ansgar Evensen   | Norvegia    |
| 2    | Valerio Grond    | Svizzera    |
| 3    | Maxim Cervinka   | Germania    |
| 4    | Sergej Volkov    | Russia      |
| 5    | Anian Sossau     | Germania    |
| 6    | Ben Ogden        | Stati Uniti |
| 7    | Gus Schumacher   | Stati Uniti |
| 8    | Miska Poikkimäki | Finlandia   |
| 9    | Edvin Anger      | Svezia      |
| 10   | Dmitrij Žul'     | Russia      |

Data: 29 febbraio

Tecnica libera

##### 10 km
| Pos. | Atleta                | Nazione     | Tempo   |
| ---- | --------------------- | ----------- | ------- |
| 1    | Gus Schumacher        | Stati Uniti | 26:31,7 |
| 2    | Friedrich Moch        | Germania    | 26:36,2 |
| 3    | Davide Graz           | Italia      | 26:38,4 |
| 4    | Dmitrij Žul'          | Russia      | 26:48,4 |
| 5    | David Thorvik         | Norvegia    | 27:05,7 |
| 6    | Martin Kirkeberg Mørk | Norvegia    | 27:15,2 |
| 7    | Jan-Friedrich Doerks  | Germania    | 27:15,7 |
| 8    | Jakob Milz            | Germania    | 27:15,7 |
| 9    | Ben Ogden             | Stati Uniti | 27:21,5 |
| 10   | Luke Jager            | Stati Uniti | 27:22,3 |

Data: 2 marzo

Tecnica classica

##### Partenza in linea
| Pos. | Atleta                 | Nazione     | Tempo     |
| ---- | ---------------------- | ----------- | --------- |
| 1    | Iver Tildheim Andersen | Norvegia    | 1:13:39,0 |
| 2    | Friedrich Moch         | Germania    | 1:13:48,4 |
| 3    | Martin Kirkeberg Mørk  | Norvegia    | 1:14:11,8 |
| 4    | Rémi Drolet            | Canada      | 1:14:22,2 |
| 5    | Gus Schumacher         | Stati Uniti | 1:14:35,1 |
| 6    | Davide Graz            | Italia      | 1:14:41,3 |
| 7    | Lars Agnar Hjelmeset   | Norvegia    | 1:15:09,8 |
| 8    | Victor Lovera          | Francia     | 1:15:24,8 |
| 9    | William Poromaa        | Svezia      | 1:16:01,5 |
| 10   | Sabin Coupat           | Francia     | 1:16:01,7 |

Data: 4 marzo

30 km tecnica libera

##### Staffetta
| Pos. | Nazione     | Atleti                                                                    | Tempo   |
| ---- | ----------- | ------------------------------------------------------------------------- | ------- |
| 1    | Stati Uniti | Luke Jager Ben Ogden Johnny Hagenbuch Gus Schumacher                      | 54:54,9 |
| 2    | Canada      | Xavier McKeever Olivier Léveillé Thomas Stephen Rémi Drolet               | 55:30,4 |
| 3    | Italia      | Michele Gasperi Davide Graz Giovanni Ticcò Francesco Manzoni              | 55:50,3 |
| 4    | Svizzera    | Nicola Wigger Avelino Näpflin Cla-Ursin Nufer Valerio Grond               | 56:29,3 |
| 5    | Francia     | Gaspard Rousset Sabin Coupat Victor Lovera Mathieu Goalabré               | 56:33,7 |
| 6    | Russia      | Artëm Maksimov Dmitrij Žul' Andrej Kuznecov Sergej Volkov                 | 56:39,0 |
| 7    | Germania    | Jakob Milz Jan-Friedrich Doerks Anian Sossau Friedrich Moch               | 56:40,4 |
| 8    | Polonia     | Dawid Damian Robert Bugara Sebastian Bryja Piotr Sobiczewski              | 57:19,7 |
| 9    | Rep. Ceca   | Tomáš Lukeš Tomáš Dufek Šimon Pavlásek Jakub Švejda                       | 57:22,5 |
| 10   | Norvegia    | David Thorvik Martin Kirkeberg Mørk Iver Tildheim Andersen Ansgar Evensen | 57:34,5 |

Data: 6 marzo

2 frazioni da 5 km a tecnica classica

2 frazioni da 5 km a tecnica libera

### Donne

#### Combinata nordica

##### Individuale
| Pos. | Atleta               | Nazione  | Tempo   |
| ---- | -------------------- | -------- | ------- |
| 1    | Jenny Nowak          | Germania | 14:12,3 |
| 2    | Gyda Westvold Hansen | Norvegia | 14:57,5 |
| 3    | Lisa Hirner          | Austria  | 15:03,5 |
| 4    | Maria Gerboth        | Germania | 15:10,2 |
| 5    | Marte Leinan Lund    | Norvegia | 15:14,0 |
| 6    | Sana Azegami         | Giappone | 15:14,4 |
| 7    | Léna Brocard         | Francia  | 15:20,6 |
| 8    | Ayane Miyazaki       | Giappone | 15:39,0 |
| 9    | Anju Nakamura        | Giappone | 15:48,1 |
| 10   | Annika Sieff         | Italia   | 15:59,9 |

Data: 4 marzo

Ore: 

Trampolino: Fichtelberg HS105

Fondo: 5 km

#### Salto con gli sci

##### Trampolino normale
| Pos. | Atleta               | Nazione  | Punti |
| ---- | -------------------- | -------- | ----- |
| 1    | Marita Kramer        | Austria  | 238,9 |
| 2    | Thea Minyan Bjørseth | Norvegia | 213,5 |
| 3    | Lara Malsiner        | Italia   | 211,9 |
| 4    | Lisa Eder            | Austria  | 207,7 |
| 5    | Katra Komar          | Slovenia | 199,6 |
| 6    | Selina Freitag       | Germania | 194,9 |
| 7    | Lidija Jakovleva     | Russia   | 192,9 |
| 8    | Kinga Rajda          | Polonia  | 192,8 |
| 9    | Irma Machinja        | Russia   | 188,5 |
| 10   | Jerneja Brecl        | Slovenia | 179,2 |

Data: 5 marzo

Ore: 

Trampolino: Fichtelberg HS105

##### Gara a squadre
| Pos. | Nazione     | Atlete                                                                       | Punti |
| ---- | ----------- | ---------------------------------------------------------------------------- | ----- |
| 1    | Austria     | Lisa Eder Vanessa Moharitsch Julia Mühlbacher Marita Kramer                  | 800,7 |
| 2    | Slovenia    | Jerneja Brecl Lara Logar Jerneja Repinc Zupančič Katra Komar                 | 740,5 |
| 3    | Germania    | Michelle Göbel Josephin Laue Pia Lilian Kübler Selina Freitag                | 708,5 |
| 4    | Russia      | Anna Špynëva Kristina Prokop'eva Irma Machinja Lidija Jakovleva              | 692,7 |
| 5    | Norvegia    | Nora Midtsundstad Eirin Maria Kvandal Karoline Skatvedt Thea Minyan Bjørseth | 679,3 |
| 6    | Italia      | Jessica Malsiner Martina Ambrosi Annika Sieff Lara Malsiner                  | 664,4 |
| 7    | Polonia     | Kinga Rajda Nicole Konderla Kamila Karpiel Anna Twardosz                     | 642,1 |
| 8    | Giappone    | Riko Sakurai Ayuta Kamoda Machiko Kubota Rio Seto                            | 587,2 |
| 9    | Rep. Ceca   | Klára Ulrichová Veronika Jenčová Štěpánka Ptáčková Tereza Koldovská          | 249,8 |
| 10   | Stati Uniti | Cara Larson Jillian Highfill Annika Belshaw Paige Jones                      | 202,1 |

Data: 7 marzo

Ore: 

Trampolino: Fichtelberg HS105

#### Sci di fondo

##### Sprint
| Pos. | Atleta                  | Nazione   |
| ---- | ----------------------- | --------- |
| 1    | Louise Lindström        | Svezia    |
| 2    | Izabela Marcisz         | Polonia   |
| 3    | Siri Wigger             | Svizzera  |
| 4    | Elena Rise Johnsen      | Norvegia  |
| 5    | Helene Marie Fossesholm | Norvegia  |
| 6    | Jasmin Kähärä           | Finlandia |
| 7    | Monika Skinder          | Polonia   |
| 8    | Lisa Lohmann            | Germania  |
| 9    | Hanne Wilberg Rofstad   | Norvegia  |
| 10   | Tilde Bångman           | Svezia    |

Data: 29 febbraio

Tecnica libera

##### 5 km
| Pos. | Atleta                  | Nazione   | Tempo   |
| ---- | ----------------------- | --------- | ------- |
| 1    | Helene Marie Fossesholm | Norvegia  | 13:49,1 |
| 2    | Lisa Lohmann            | Germania  | 14:04,8 |
| 3    | Izabela Marcisz         | Polonia   | 14:17,2 |
| 4    | Emilie Jeantet          | Italia    | 14:20,4 |
| 5    | Dinigeer Yilamujiang    | Cina      | 14:25,5 |
| 6    | Märta Rosenberg         | Svezia    | 14:27,1 |
| 7    | Barbora Havlíčková      | Rep. Ceca | 14:28,1 |
| 8    | Louise Lindström        | Svezia    | 14:29,1 |
| 9    | Veronika Stepanova      | Russia    | 14:30,0 |
| 10   | Elena Rise Johnsen      | Norvegia  | 14:31,3 |

Data: 2 marzo

Tecnica classica

##### Partenza in linea
| Pos. | Atleta                  | Nazione     | Tempo   |
| ---- | ----------------------- | ----------- | ------- |
| 1    | Helene Marie Fossesholm | Norvegia    | 35:55,6 |
| 2    | Izabela Marcisz         | Polonia     | 37:04,9 |
| 3    | Siri Wigger             | Svizzera    | 37:06,2 |
| 4    | Patrīcija Eiduka        | Lettonia    | 37:07,8 |
| 5    | Sophia Laukli           | Stati Uniti | 37:22,1 |
| 6    | Louise Lindström        | Svezia      | 37:24,5 |
| 7    | Anja Weber              | Svizzera    | 37:26,7 |
| 8    | Julie Pierrel           | Francia     | 37:28,1 |
| 9    | Novie McCabe            | Stati Uniti | 37:28,6 |
| 10   | Tove Ericsson           | Svezia      | 37:28,8 |

Data: 4 marzo

15 km tecnica libera

##### Staffetta
| Pos. | Nazione     | Atlete                                                                                    | Tempo   |
| ---- | ----------- | ----------------------------------------------------------------------------------------- | ------- |
| 1    | Svizzera    | Nadja Kälin Siri Wigger Anja Weber Anja Lozza                                             | 35:08,6 |
| 2    | Stati Uniti | Sydney Palmer-Leger Kendall Kramer Sophia Laukli Novie McCabe                             | 35:13,5 |
| 3    | Svezia      | Tilde Bångman Märta Rosenberg Tove Ericsson Louise Lindström                              | 35:22,8 |
| 4    | Italia      | Nicole Monsorno Emilie Jeantet Valentina Maj Martina Di Centa                             | 35:53,2 |
| 5    | Russia      | Anastasija Faleeva Natalija Mekrjukova Ol'ga Žoludeva Veronika Stepanova                  | 35:59,7 |
| 6    | Norvegia    | Kristin Austgulen Fosnæs Hanne Wilberg Rofstad Elena Rise Johnsen Helene Marie Fossesholm | 36:17,5 |
| 7    | Francia     | Julie Pierrel Maëlle Veyre Lou Reynaud Amélie Suiffet                                     | 36:32,2 |
| 8    | Finlandia   | Hanna Ray Siiri Kaijansinkko Ida Haapala Jasmin Kähärä                                    | 36:33,2 |
| 9    | Canada      | Molly Miller Jasmine Drolet Liliane Gagnon Elizabeth Elliott                              | 36:34,4 |
| 10   | Slovacchia  | Kristína Sivoková Mária Danielová Barbora Horniaková Timea Mazúrová                       | 38:08,2 |

Data: 6 marzo

2 frazioni da 3,3 km a tecnica classica

2 frazioni da 3,3 km a tecnica libera

### Misto

#### Combinata nordica

##### Gara a squadre
| Pos. | Nazione     | Atleti                                                                    | Tempo   |
| ---- | ----------- | ------------------------------------------------------------------------- | ------- |
| 1    | Norvegia    | Sebastian Østvold Marte Leinan Lund Gyda Westvold Hansen Andreas Skoglund | 41:15,6 |
| 2    | Germania    | Christian Frank Maria Gerboth Jenny Novak David Mach                      | 41:48,5 |
| 3    | Giappone    | Daimatsu Takehana Ayane Miyazaki Anju Nakamura Kodai Kimura               | 42:18,4 |
| 4    | Austria     | Johannes Lamparter Lisa Hirner Sigrun Kleinrath Manuel Einkemmer          | 42:25,8 |
| 5    | Italia      | Stefano Radovan Annika Sieff Daniela Dejori Iacopo Bortolas               | 42:37,1 |
| 6    | Russia      | Ėduard Žirnov Glafira Noskova Aleksandra Glazunova Aleksander Milanin     | 44:25,3 |
| 7    | Stati Uniti | Niklas Malacinski Tess Arnone Annika Malacinski Evan Nichols              | 44:45,0 |
| 8    | Slovenia    | Ožbej Jelen Ema Volavšek Silva Verbič Rok Jelen                           | 44:49,3 |
| 9    | Rep. Ceca   | Petr Šablatura Jolana Hradilová Tereza Koldovská Jan Šimek                | 46:24,4 |
| 10   | Estonia     | Andreas Ilves Annemarii Bendi Triinu Hausenberg Robert Lee                | 47:56,4 |

Data: 6 marzo

Ore: 

Trampolino: Fichtelberg HS105

2 frazioni da 5 km

2 frazioni da 2,5 km

#### Salto con gli sci

##### Gara a squadre
| Pos. | Nazione   | Atleti                                                                                | Punti  |
| ---- | --------- | ------------------------------------------------------------------------------------- | ------ |
| 1    | Austria   | Lisa Eder Marco Wörgötter Marita Kramer Peter Resinger                                | 1023,3 |
| 2    | Norvegia  | Eirin Maria Kvandal Bendik Jakobsen Heggli Thea Minyan Bjørseth Sander Vossan Eriksen | 1021,7 |
| 3    | Slovenia  | Jerneja Brecl Bombek Jernej Katra Komar Mark Hafnar                                   | 986,0  |
| 4    | Germania  | Pia Lilian Kübler Philipp Raimund Selina Freitag Luca Roth                            | 926,3  |
| 5    | Russia    | Lidija Jakovleva Danil Sadreev Irma Machinja Il'ja Mankov                             | 887,3  |
| 6    | Francia   | Joséphine Pagnier Valentin Foubert Lucile Morat Mathis Contamine                      | 883,0  |
| 7    | Polonia   | Kamila Karpiel Adam Niżnik Kinga Rajda Tomasz Pilch                                   | 879,9  |
| 8    | Italia    | Jessica Malsiner Mattia Galiani Lara Malsiner Daniel Moroder                          | 829,7  |
| 9    | Giappone  | Rio Seto Ryusei Ikeda Ayuta Kamoda Ren Nikaidō                                        | 407,0  |
| 10   | Rep. Ceca | Klára Ulrichová Radek Rydl Štěpánka Ptáčková Jakub Sikola                             | 388,9  |

Data: 8 marzo

Ore: 

Trampolino: Fichtelberg HS105

## Medagliere per nazioni
| Pos. | Nazione     | Oro | Argento | Bronzo | Totale |
| ---- | ----------- | --- | ------- | ------ | ------ |
| 1    | Norvegia    | 6   | 4       | 2      | 12     |
| 2    | Austria     | 5   | 2       | 1      | 8      |
| 3    | Stati Uniti | 2   | 1       | 0      | 3      |
| 4    | Germania    | 1   | 4       | 3      | 8      |
| 5    | Slovenia    | 1   | 1       | 2      | 4      |
| 5    | Svizzera    | 1   | 1       | 2      | 4      |
| 7    | Svezia      | 1   | 0       | 1      | 2      |
| 8    | Polonia     | 0   | 2       | 1      | 3      |
| 9    | Francia     | 0   | 1       | 1      | 2      |
| 10   | Canada      | 0   | 1       | 0      | 1      |
| 11   | Italia      | 0   | 0       | 3      | 3      |
| 12   | Giappone    | 0   | 0       | 1      | 1      |